# Fraichiches
Els fraichiches o frachiches (en àrab الفراشيش, al-farāxīx) són una confederació tribal tunisiana qualificada de tribus àrabo-amazics a començaments del segle xx. Formava una aliança de seguretat per a la major part de les poblacions que vivien principalment a les regions de Kasserine i de Thala.
En 1906, els fraichiches es revoltaren contra llur marginació i pobresa.

## Composició
- Aouled Ali (أولاد علي. Awlād ʿAlī) : Houafedh (حوافظ, Ḥwāfiẓ), Gmata (قماطة, Qmāṭa), Semaala (سماعلة, Samāʿla), Bennana (بنانة, Bannāna), Ghida (غيدة, Ḡīda), Hiechra (هياشرة. Hyāxra), Zid (زيد, Zīd), Mraouena (مراونة, Mrāwina)
- Aouled Neji (أولاد ناجي, Awlād Nājī) : Asker (عسكر, ʿAskar), Zeaaba (ar), Henadra (حنادرة, Ḥanādra), Afyel (الأفيال. al-Afyal), Ferdha (فرضة. Firḍa), Beassa (بعاصة, Baʿāsa), Boulaaba (بولعابة, Būlʿāba), Aboub (عبعوب, ʿAbʿūb)
- Aouled Ouezez (أولاد وزاز. Awlād Wazzāz) : Hawadeth (حوادث. Ḥawādiṯ), Harakata (حراكتة, Ḥarākita), Assilet (عسيلات, ʿAsīlāt), Hamza (حمزة, Ḥamza)
- Rouabeh (الروابح, ar-Rwābiḥ) a Algèria.

## Llengua
La llengua parlada per aquestes tribus és majoritàriament l'àrab.